# Allée couverte de Lobo
L' allée couverte de Lobo est une allée couverte située à Caro dans le département français du Morbihan.

## Description
L'allée couverte mesure 22 m de longueur. Elle est orientée nord-ouest/sud-est. Elle est délimitée par trente-cinq orthostates dont vingt-trois encore en place, le côté sud de l'allée s'étant effondré vers l'intérieur de la chambre. Six des dix dalles de couverture d'origine, d'une longueur moyenne de 2,50 m sont encore visibles. L'originalité du monument réside dans l'existence d'une cellule latérale d'environ 6 m de long accolée à la paroi sud de l'allée. La présence d'une cellule terminale à l'extrémité nord-ouest du monument est probable.